# 롤랜드 LAPC-I

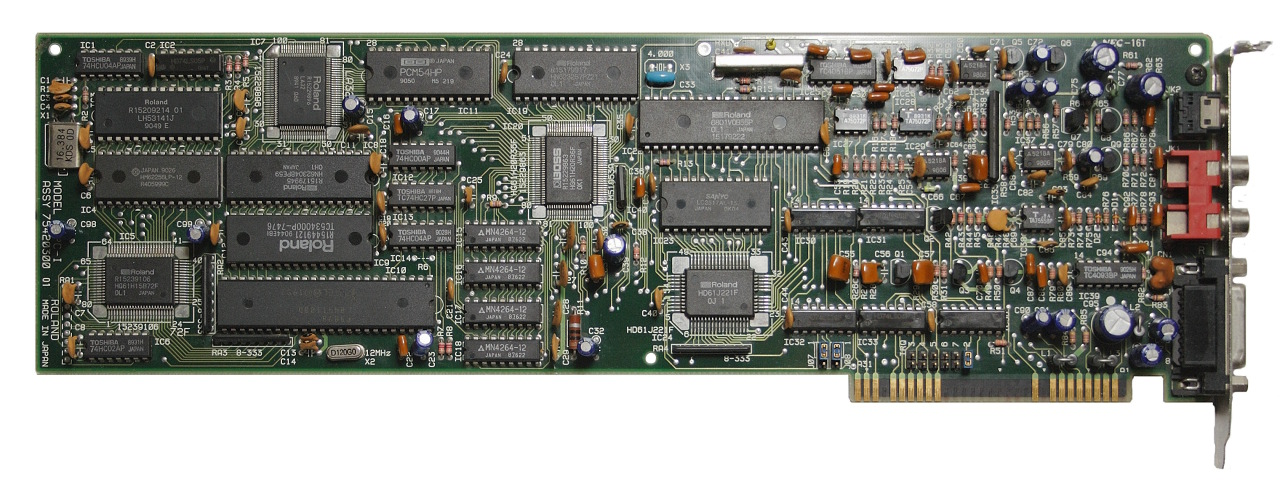
롤랜드 LAPC-I ISA 카드

롤랜드 LAPC-I(Roland LAPC-I)는 롤랜드에서 생산한 IBM PC 호환기종 컴퓨터용 사운드 카드이다. 기본적으로 MT-32 호환 롤랜드 CM-32L과 MPU-401 장치로 구성되며 단일 전체 길이 8비트 ISA 카드에 통합된다. 음악가를 겨냥한 일반 롤랜드 딜러 외에 1989년 미국 시에라 온라인(Sierra On-Line)에서 자사 게임용으로 배포됐다. 카드의 MSRP는 약 US$425(2023년 $1,040에 해당)였다.:25
LAPC-I는 -5V 레일의 전원 공급 장치가 필요한 몇 안 되는 ISA 카드 중 하나이다.